# Wyżnia Pańszczycka Młaka
Wyżnia Pańszczycka Młaka – niewielka rówień w dolinie Pańszczycy w polskich Tatrach Wysokich. Znajduje się na wysokości około 1345 m u zachodnich podnóży Ostrego Wierchu. Ma powierzchnię około 0,9 ha. Prowadzi obok niej czerwony szlak turystyczny z Toporowej Cyrhli przez Psią Trawkę, Waksmundzką Rówień i obok Wodogrzmotów Mickiewicza do Morskiego Oka.
Jest to jedno z kilku torfowisk znajdujących się w dolnym biegu Pańszczyckiego Potoku. Jest jeszcze Wielka Pańszczycka Młaka na lewym brzegu Pańszczyckiego Potoku i Mała Pańszczycka Młaka na prawym jego brzegu. Obydwie położone są niżej.
W latach 2010–2011 przeprowadzono monitoring przyrodniczy niektórych torfowisk na terenie Polski. Na torfowisku Wyżnia Pańszczycka Młaka stwierdzono stan prawidłowy: brak krzewów i podrostu drzew i obecność gatunków charakterystycznych dla tego typu torfowisk.